# Demy de Zeeuw
Pour les articles homonymes, voir De Zeeuw.
Demy de Zeeuw est un footballeur néerlandais né le 26 mai 1983 à Apeldoorn. Il évolue au poste de milieu de terrain.
Le sélectionneur de l'Équipe des Pays Bas, Marco van Basten, le retient parmi l'effectif de vingt-trois joueurs appelé à participer à l'Euro 2008.

## Carrière

### Statistiques
| Saison    | Club            | Matches | Buts |
| --------- | --------------- | ------- | ---- |
| 2001-2005 | Go Ahead Eagles | 65      | 7    |
| 2005-2009 | AZ Alkmaar      | 120     | 16   |
| 2009-2011 | Ajax Amsterdam  | 81      | 16   |
| 2011-2013 | Spartak Moscou  | 28      | 3    |
| 2013-2014 | RSC Anderlecht  | 15      | 5    |
| 2015      | NAC Breda       | 12      | 2    |

### Sélections
- 27 sélections avec l'Équipe des Pays-Bas de football depuis 2007. Son dernier match remonte en 2010 lors de la rencontre Pays-Bas - Uruguay durant lequel il se blessa à la tête.

## Palmarès

### En club
AZ Alkmaar
- Eredivisie
  - Champion (1) : 2009

 Ajax Amsterdam
- Eredivisie
  - Champion (1) : 2011
- Coupe des Pays-Bas
  - Vainqueur (1) : 2010

 RSC Anderlecht
- Championnat de Belgique
  - Champion (2) : 2013 et 2014

- Supercoupe de Belgique de football
  - Champion (1) : 2013

### En sélection
Pays-Bas
- EURO Espoirs
  - Vainqueur (1) : 2006
- Coupe du monde FIFA
  - Finaliste : 2010